# Bezděz (sborník)
Bezděz – vlastivědný sborník Českolipska je vlastivědný sborník založený v roce 1930 v České Lípě. Obsahuje články a odborné studie týkající se historie a přírody na území Českolipska. Je vydáván  zpravidla jednou ročně.

## Historie

### Založení
Zakladatelem předválečného časopisu byl v převážně německé České Lípě Josef Maštálko, okresní školní inspektor. Byl zakládajícím členem a předsedou Českého muzejního spolku. Spolek měl zakládající schůzi 21. března 1928 a vznikl v souvislosti s pořádáním menšinové Hraničářské výstavy českého severu v Mladé Boleslavi v roce 1927, kterou navštívil i prezident Masaryk. Obdobných menšinových spolků vzniklo v severozápadních Čechách šest (Duchcov 1922, Žatec 1925, Litoměřice 1927, Most 1928, Ústí nad Labem 1931 a Česká Lípa 1928).
Českolipský spolek od roku 1930 začal vydávat časopis Bezděz. Přípravy a diskuze kolem názvu i obsahu probíhaly od roku 1928. Měl postihnout svými články území, které se krylo s náplní již zmíněné Hraničářské výstavy v Mladé Boleslavi.
V posledním roce své devítileté existence (1938) byl vydáván časopis jako dvouměsíčník v nákladu 600–800 výtisků.
Před druhou světovou válkou do sborníku přispívali univerzitní profesoři Josef Vítězslav Šimák, Josef Páta, Jan Kapras, dále docent Václav Černý, profesor Ferdinand Strejček, František Zeman, profesor Emanuel Sobiak a další.
Časopis se ve druhé polovině třicátých let potýkal s omezenými finančními prostředky, a proto bylo občas vydáváno dvojčíslo, ale až zábor pohraničí včetně České Lípy po Mnichovu 1938 znamenal náhlý konec. V nastalém zmatku se jen část materiálů podařilo odvést, štočky a větší část archivu byla ztracena.

### Poválečná obnova
Místo předválečného Českého muzejního spolku byl založen v červenci 1945 Muzejní spolek pro Kraj Českolipský a ten se rozhodl předválečný časopis pod stejným názvem obnovit. Redaktorem se stal Bohumil Kinský, který byl také ředitelem měšťanské školy a správce českolipského muzea. Kinský pak jednal s úřady a orgány kvůli možnosti časopis obnovit. Koncem roku 1945 byl Josef Maštálko jmenován spolkem redaktorem Bezdězu a byla ustavena celá redakční rada. Jednání o povolení časopis vydávat byla zdlouhavá, takže se první číslo podařilo vydat až 1. září 1947 v počtu 3 000 výtisků.
Změna společenských poměrů v letech 1947 až 1948 vedla k postupné výměně redakční rady. I poté zde byli zastoupeni lidé nejen z České Lípy, ale i Nového Boru či Prahy. Mimo Josefa Maštálka zde byli Marie Ledererová, Václav Klazan, Josef Bittner, prof. Marie Štechová, Josef Rýdl, Václav Pop, Miroslav Franěk, Stanislava Borecká a Jan Bombard.  Administraci časopisu měl na starost zaměstnanec muzea Josef Laurin. Mimo ně si vytvořil J.Maštálko okruh hlavních spolupracovníků, odborníků nejen z Českolipska, jejichž články uveřejňoval přednostně pro vysokou úroveň. V roce 1948 měl časopis evidováno 1500 odběratelů. Předplatné bylo šedesát korun včetně desetikoruny členského příspěvku Muzejnímu spolku.
Vydávání nekomunisticky zaměřeného časopisu bylo po únoru 1948 zastaveno. V letech 1947–1948 bylo vydáno šest čísel, z nichž jedno bylo dvojčíslem.

### Nová etapa
V listopadu 1988 se badatelé z různých oborů rozhodli založit Vlastivědný spolek Českolipska a rok poté, po politických změnách a pádu komunistického režimu na přelomu let 1989 a 1990 se rozhodli spolu s dalšími českolipskými patrioty, osobnostmi města především z okruhu pracovníků archivu a muzea v České Lípě vydávat časopis, navazující názvem i tradicí na někdejší časopis Bezděz. V předchozích letech své sborníky vydával jak Okresní archiv (Českolipsko literární), tak muzeum, ovšem byly úzce zaměřené. Bezděz měl pojmout region Českolipska komplexně.
V roce 1990 vyšlo první číslo nové řady, stanovy byly schváleny ministerstvem vnitra 28. května 1991 a od roku 1994 byl a je vydáván každoročně jako sborník odborných příspěvků. V roce 1997 byly vydány sborníky dva. Téhož roku byl Klub přátel muzea (založený roku 1947) spojen do zmiňovaného Vlastivědného spolku, nicméně formálně nezanikl. Název organizace je od té doby Vlastivědný spolek Českolipska - Klub přátel muzea
Složení redakční rady v roce 1994: Martin Benda, Jana Blažková, František Gabriel, Michal Gelnar, Miroslav Honců, Jaroslav Panáček ml., Václav Růžička, Ladislav Smejkal, Miloslav Sovadina, Zdeněk Vitáček. V roce 2001 z sestavy roku 1994 ubyl Václav Růžička, kterého nahradil Petr Kühn.
V roce 2005 hlavní redaktor a jednatel sborníku Miloslav Sovadina předal svou funkci Petrovi Gajdošíkovi. O čtyři roky později spolu s ním oznámil své rozhodnutí se odstěhovat v roce 2009 na rodnou Moravu. Jednatelkou se poté stala Milada Heráková a hlavním redaktorem Jaroslav Panáček. V redakční radě byli v době vydání sborníku Bezděz 2009 dále: Martin Aschenbrenner, Jana Blažková, František Gabriel, Miroslav Honců, Petr Kühn, Michal Rádl, Ladislav Smejkal, Zdeněk Vitáček a naposledy Miloslav Sovadina a Petr Gajdošík.. V roce 2010 vyšlo devatenácté číslo. Rozsah byl od 130 do 488 stran a různá byla v různých letech i prodejní cena. V každém čísle bylo deset až třicet článků, mnohé doplněné fotografickým materiálem a referencemi podkladů.
Redakce sborníku je v budově Státního okresního archivu Česká Lípa, Střelnice 3035. Vydáván je v nákladu 500 kusů třemi institucemi v České Lípě, dle tiráže to jsou Okresní archiv, Vlastivědné muzeum a galérie v České Lípě a Vlastivědný spolek Českolipska. Tištěn byl v Plzni, Bezděz 2010 v Příbrami.